# Johann Ernst Gentzsch
Johann Ernst Gentzsch (* gebürtig in Leipzig (?) –† 1780) war in Belvedere Hofgärtner.
Gentzsch wurde 1739 zum Hofgärtner berufen, folgte darin seinem Bruder Johann David Gentzsch, und übte das Amt bis 1777 aus. Gentzsch galt Schilderungen seiner Gesellen und Lehrlinge zufolge als Berühmtheit. Er hatte offenbar ein besonderes Geschick mit den Orangerieplanzen. So vermochte er 1753 eine Agave americana wieder zur Blüte zu bringen. Deshalb wurde sogar ein gläsernes Treibetürmchen mit Rampen und Altan errichtet, um die Blüten betrachten zu können.
Gentzsch war der erste, der im Gärtnerhaus seinen Amts- und Wohnsitz hatte, wenn man von seinem Bruder Johann David Gentzsch einmal absieht.
Sein Nachfolger wurde 1777 Johann Friedrich Reichert.